# Hawthorne (California)
Hawthorne, fundada en 1960, es una ciudad ubicada en el condado de Los Ángeles, en el estado estadounidense de California. En el año 2005 tenía una población de 100,754 habitantes y una densidad  de 5358.9 personas por km².

## Geografía
Hawthorne se encuentra ubicada en las coordenadas 33°55′2″N 118°20′55″O / 33.91722, -118.34861. Según la Oficina del Censo, la ciudad tiene un área total de 15,7 km² (6,1 mi²), toda ella tierra firme.

### Localidades adyacentes
El siguiente diagrama muestra las localidades en un radio de ocho km (cinco mi).

## Demografía
Según la Oficina del Censo en 2000 los ingresos medios por hogar en la localidad eran de 31,887 $, y los ingresos medios por familia eran 35,149 $. Los hombres tenían unos ingresos medios de 29,481 $, frente a los 27,427 $ para las mujeres. La renta per cápita para la localidad era de 15,022 $. Alrededor del 20.3% de la población estaba por debajo del umbral de pobreza.

## Educación
El Distrito Escolar Wiseburn, que gestiona escuelas públicas primarias y medias, sirve a una parte de Hawthorne.
- La Franklin D. Roosevelt-Kit Carson Elementary School, en Alondra Park, sirve a Hawthorne.[2]
- La Will Rogers Middle School sirve a Alondra Park[3]

El Distrito de Escuelas Preparatorias Centinela Valley Union gestiona escuelas preparatorias.

## Personajes ilustres
- El grupo The Beach Boys es oriundo de Hawthorne.

- Russell Westbrook, baloncestista de Denver Nuggets.
- Tyler, The Creator. Rapero con orígenes de Hawthorne.